# 科爾德沃特鎮區 (密歇根州布蘭奇縣)
科爾德沃特鎮區（英語：Coldwater Township）是位於美國密歇根州布蘭奇縣的一個行政鎮區。

## 地方資料
科爾德沃特鎮區的面積為74.40平方千米，當中陸地面積為71.40平方千米，而水域面積為3.00平方千米。根據2020年美國人口普查的數據，當地共有人口3406人，而人口密度為每平方千米45.78人。